# Everyday Is Christmas
Everyday is Christmas is het achtste studioalbum en eerste kerstalbum van de Australische singer-songwriter Sia. Het album kwam uit op 17 november 2017 onder Atlantic Records en Monkey Puzzle. Het album bevat origineel materiaal geschreven door Sia en Greg Kurstin, en is geproduceerd door Kurstin. De eerste single, Santa's Coming for Us werd op 30 oktober 2017 uitgebracht. Snowman werd op 9 november 2017 uitgebracht als promotiesingle. Sia's vaste danseres, Maddie Ziegler, staat op de cover.
Het album kwam in Nederland op plek 22 van de Album Top 100 en in België op plek 29 van de Ultratop Wallonië en plek 33 van Vlaanderen.
In november 2018 bracht Sia de deluxe editie van het album uit, welke 3 nieuwe bonustracks bevat.

## Tracklist

##### Everyday is Christmas -Standaard editie
| Nr. | Titel                             | Duur |
| --- | --------------------------------- | ---- |
| 1.  | "Santa's Coming for Us"           | 3:26 |
| 2.  | "Candy Cane Lane"                 | 3:32 |
| 3.  | "Snowman"                         | 2:45 |
| 4.  | "Snowflake"                       | 4:02 |
| 5.  | "Ho Ho Ho"                        | 3:25 |
| 6.  | "Puppies Are Forever"             | 3:43 |
| 7.  | "Sunshine"                        | 3:25 |
| 8.  | "Underneath the Mistletoe"        | 3:50 |
| 9.  | "Everyday Is Christmas"           | 3:23 |
| 10. | "Underneath the Christmas Lights" | 3:36 |

##### Everyday is Christmas -Japanse editie bonus track
| Nr. | Titel                | Duur |
| --- | -------------------- | ---- |
| 11. | "My Old Santa Claus" | 3:24 |

##### Everyday is Christmas -Deluxe editie bonus tracks (2018)
| Nr. | Titel                | Duur |
| --- | -------------------- | ---- |
| 11. | "Round and Round"    | 2:29 |
| 12. | "Sing for My Life"   | 3:44 |
| 13. | "My Old Santa Claus" | 3:24 |